# 科拉伊
科拉伊（法語：Corail，發音：[kɔʁaj] ⓘ）是海地格朗当斯省科拉伊區的市镇，也是该区首府，总面积108.51平方千米，2015年人口19566。